# Jiří Ignác Pospíchal
Jiří Ignác Pospíchal O.Cr. (1634 Polná – 26. srpna 1699 Praha) byl velmistr křižovníků s červenou hvězdou, mecenáš a autor deníku.

## Život
Po vstupu do křižovnického řádu v roce 1658 postupoval rychle v řádové hierarchii a ještě před svými třiceti lety se po smrti Volfganga H. Tillische stal roku 1662 převorem a administrátorem. V této vysoké funkci provedl řadu reforem. Snažil se o náboženské povznesení, zdůraznění chudoby, ale i o ekonomickou obnovu, podporu kulturního života.
Tyto reformy umožnily řádu vybudovat křižovnický kostel sv. Františka u Karlova mostu, kostely v Dobřichovicích, Tursku, Hloubětíně, na Chlumu[nepřesný odkaz] i dalších.
Sám Pospíchal se účastnil kulturního života v okruhu jezuity Bohuslava Balbína a Tomáše Pešiny z Čechorodu. Sám nebyl příliš literárně aktivní – napsal pouze deník –, ale staral se zachování češtiny alespoň jako mecenáš, podporoval výrazné například jiného křižovníka Jana Františka Beckovského, podporoval kult Anežky České.
Pospíchal se stal v řádu tak populární, že po smrti tehdejšího velmistra Jana Bedřicha z Valdštejna, který byl zároveň arcibiskupem, zvolili Pospíchala velmistrem a porušili tím zvyklost, že obě tyto funkce držela jedna osoba.